# Ground 0
『ground 0』（グラウンド・ゼロ）は、pigstarの通算4枚目のミニアルバム。2008年11月5日にYamaha A&Rよりリリース。

## 解説
前作『永遠の存在者』より約1年5ヵ月ぶりのリリース。ドラム担当であった石真宜が2008年10月に脱退し、その直後にリリースされたアルバムである。
収録曲「I can't」は2009年3月公開のアジアで話題の映画「愛到底 L-O-V-E」の主題歌に起用された。
2009年に台湾限定で発売された『ground 0 + plus』には本作収録曲の他にシングル「君=花」と「衝動」の2曲を追加している。

## 収録曲
すべて作詞・作曲:関口トモノリ
1. FLOSTI
2. yours
3. R16
4. 青星
5. Sheep Song
6. them
7. I can't
  - 映画「愛到底 L-O-V-E」主題歌
8. FLOSTII